# Коровкино (Кесовогорский район)
Коровкино (карел. Korofkina) — село в Кесовогорском районе Тверской области, входит в состав Лисковского сельского поселения.

## Географическое положение
Село расположено в 4 км на юго-восток от центра поселения деревни Лисково и в 13 км на запад от райцентра посёлка Кесова Гора.

## История
В 1795 году в селе была построена деревянная Ильинская церковь с 2 престолами. 
В конце XIX — начале XX века село входило в состав Радуховской волости Бежецкого уезда Тверской губернии.
С 1929 года село входило в состав Стрелихинского сельсовета Кесовогорского района Бежецкого округа Московской области, с 1935 года — в составе Калининской области, с 2005 года — в составе Лисковского сельского поселения.

## Население
| 1859 | 2010 |
| ---- | ---- |
| 222  | ↘18  |

## Достопримечательности
В селе расположена полуразрушенная деревянная Церковь Ильи Пророка (1795).